# Xoridesopus verticalis
Xoridesopus verticalis är en stekelart som först beskrevs av Charles Thomas Bingham 1895.  Xoridesopus verticalis ingår i släktet Xoridesopus och familjen brokparasitsteklar. Inga underarter finns listade i Catalogue of Life.